# اسمع يا إسرائيل

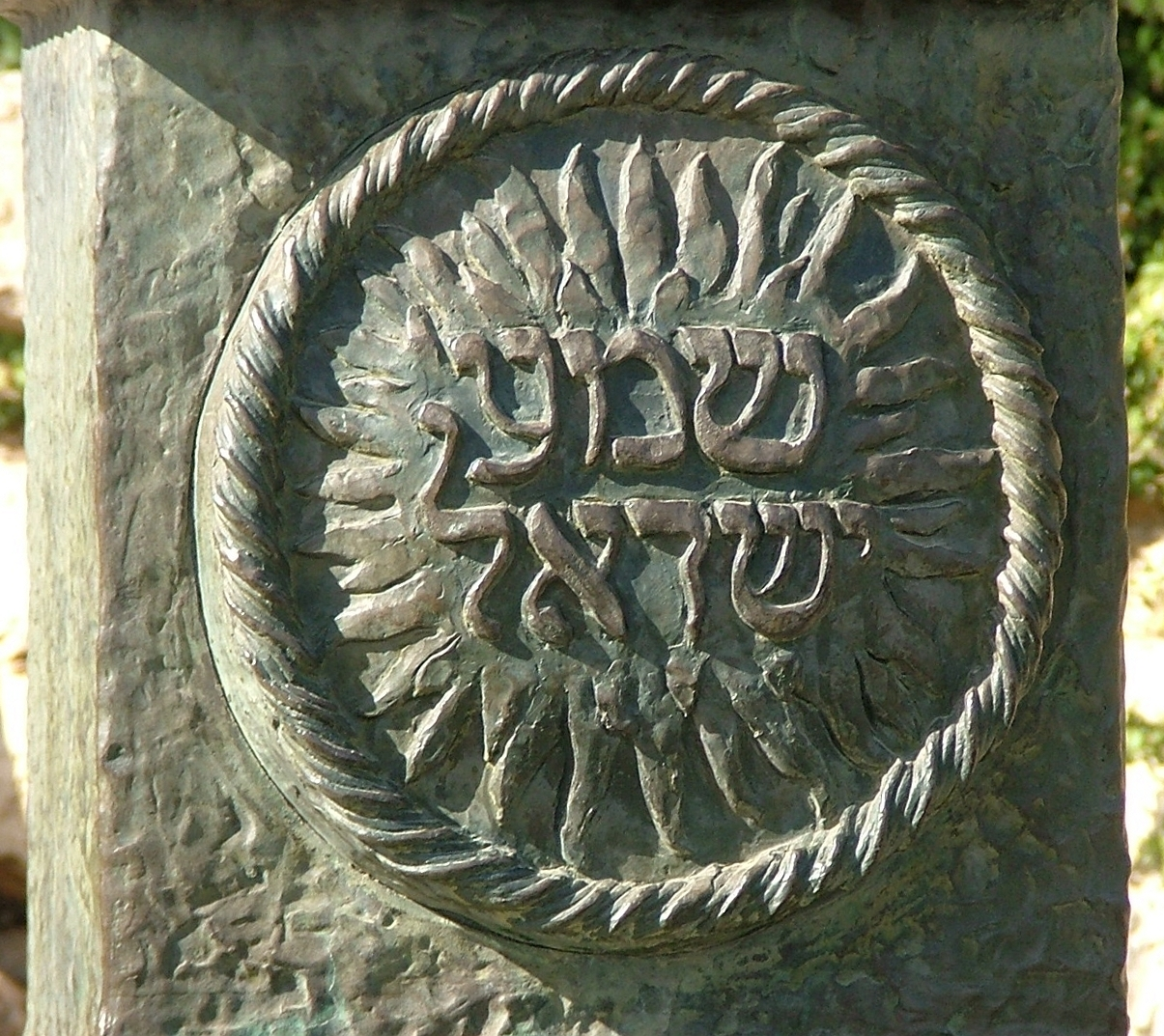
"اسمع ياسرائيل" على شمعدان الكنيست في القدس.

اسمع يا إسرائيل أو تنطق حرفيا بالعبرية: شيماع يسرائيل (بالعبرية: שְׁמַע יִשְׂרָאֵל) هي صلاة لدى اليهود، وهي أيضا الكلمتين في بداية قسم من التوراة، وتعرف أيضا بـ «شيماع» أي إسمع وهي بمثابة محور صلاة الصباح والمساء اليهودية. الآية تغلف جوهر التوحيد في اليهودية: «اسمع يا إسرائيل: الرب إلهنا رب واحد» (بالعبرية: שְׁמַע יִשְׂרָאֵל יְהוָה אֱלֹהֵינוּ יְהוָה אֶחָֽד:)، شيماع يسرائيل ادوناي الوهينو ادوناي إحاد. وهي موجودة في سفر التثنية، الإصحاح رقم 6 وأية رقم 4. يعتبر اليهود المتدينون أن شيماع هي أهم جزء من الصلاة في اليهودية، وعليهم تلاوتها مرتين يوميًا باعتبارها ميتزفة. أيضًا، من التقليدي لليهود أن يقولوا شيماع على أنها كلماتهم الأخيرة، وعلى الآباء أن يعلموا أطفالهم أن يقولوها قبل أن يناموا في الليل.
| اسمع يا إسرائيل | اسمع يا إسرائيل، الرب إلهنا، الرب واحد. (بالعبرية:שְׁמַע יִשְׂרָאֵל יהוה אֱלֹהֵינוּ יהוה אֶחָד). (نطق حرفي: شيماع يسرائيل، أدوناي إلوهينو، ادوناي إحاد). | اسمع يا إسرائيل |

## صفحات ذات صلة
- مرقس 12
- توحيد الألوهية

## روابط خارجية
- صلاة شيمع إسرائيل - بصوت القارئ الحاخام اليمني شموئيل جولاني (عبري وارامي وعربي
- الصلاة اليهودية «شيما اسرائيلو أدوناي الوهينو أدوناي ايخاد»